# 上尾市立芝川小学校
上尾市立芝川小学校（あげおしりつ しばかわしょうがっこう）は、埼玉県上尾市の上平地区にある市立小学校。通称は「芝小」（しばしょう）。

## 沿革
- 1975年4月1日 上尾市立芝川小学校開校
- 1975年7月5日 開校記念式挙行
- 1985年6月5日 開校10周年記念事業
- 1985年7月5日10周年記念写真撮影
- 1986年3月14日 防球ネット設置
- 1994年11月12日 開校20周年記念事業
- 2002年 少人数指導・習熟度別指導開始
- 2004年 開校30周年記念事業 A棟トイレ等修繕
- 2005年 開校30周年記念事業 B棟トイレ等修繕
- 2006年 開校30周年記念事業 C棟トイレ等修繕
- 2007年 開校30周年記念事業 D棟トイレ等修繕
- 2008年 開校30周年記念事業 体育館棟トイレ等修繕
- 2021年8月30日 エアコン設置

## 通学区域
- 大字上の一部[1]
- 大字久保の一部
- 大字西門前の一部
- 錦町全域
- 上平中央一丁目全域
- 上平中央二丁目の一部
- 上平中央三丁目の一部

## 教育目標
- 根気よく進んでやる子
- 思いやりのある子
- 明るく元気な子